# Robert Regel
Robert Edouardovitch Regel (del ruso: Ро́берт Эдуа́рдович Ре́гель) (San Petersburgo, 15 de abriljul./ 27 de abril de 1867greg. - ibíd. 20 de enero de 1920) fue un explorador, naturalista, agrostólogo ruso de ascendencia germana. Fue un especialista en la taxonomía del genus Hordeum.

## Biografía
En 1888, termina sus estudios de ciencias naturales en la Universidad de San Petersburgo con el grado de doctorado, sus profesores más notables fueron Andreï Beketov y Andreï Famintsyne. Desde 1890, estudia en la Escuela superior de jardinería de Potsdam donde sigue los cursos de Adolf Engler y de Paul Friedrich August Ascherson, y sale con un grado de ingeniero en jardines (y más tarde el doctorado ). Fue el primer ingeniero de esa rama en Rusia. Obtiene el Privatdozent de la Universidad de San Petersburgo de 1893 a 1897, y es habilitado en 1894. Reúne una colección de especies cebada (Hordeum vulgare) de todas las provincias de Rusia que estudió. Su tesis que sostiene, en 1909, se refiere a las especies de cebada con aristas lisas, primera tesis, en ruso, de botánica aplicada.
En 1912, fundamenta la idea de la estructura de la población de las especies. Como una unidad elemental de ellos se destacó la "vista formativa", definida como un conjunto de formas determinadas genéticamente existentes en el mismo hábitat local. Formas vegetales, igualmente adaptados a las condiciones de su hábitat pobladas, tienen un cierto más o menos el mismo fenotipo, adaptable que permite que se destaque en un especial (formativa) tipo.
Se interesó principalmente en las especies locales utilizadas en la agricultura y especies de plantas silvestres adaptables al cultivo. Trabajó en la Oficina de Botánica (hoy Instituto Vavilov) y lo dirige desde 1904 a 1919. Es miembro del Comité Científico del Ministerio de Agricultura. Huyó de Petrogrado en el verano de 1919 con su familia al campo y murió de tifus durante la Guerra Civil Rusa.

## Algunas publicaciones
- 2012. Прикладная экология для инженеров земельных улучшений (Ecología aplicada para ingenieros de riego) Подг. к печати, вступ. ст. и комм. А. А. Федотовой, Н. П. Гончарова. Вавиловский журн. генетики и селекции 3: 691—705

- 1922. Хлеба в России (Pan en Rusia). Изд-во М. и С. Сабашниковых. (Комиссия по изучению естественных производительных сил России, состоящая при Российской Академии наук) (Editorial de M. y S. Sabashnikovs (Comisión para el estudio de las fuerzas productivas naturales en Rusia, Academia de Ciencias de Rusia)

- 1906. Les orges cultivées de l’Empire russe, Milán, tomos I-V: 1-39 (Sección agraria rusa en la exposición internacional de Milán. Dto. de Agric.)

- 1891. Einige Beobachtungen über den Geruch der Blüthen (Algunas observaciones sobre el olor de las flores). Труды Императорского Санкт-Петербургского ботанического сада XI (13)

## Honores

### Eponimia
- (Poaceae) Triticum flaksbergeri Tumanian
- La abreviatura «R.E.Regel» se emplea para indicar a Robert Regel como autoridad en la descripción y clasificación científica de los vegetales.[1]